# La caza (película)
La caza (internacionalmente The Hunt) es una película dramática española de 1966 dirigida por Carlos Saura quien coescribió el guion con Angelino Fons. Está interpretada por Ismael Merlo, Alfredo Mayo, José María Prada y Emilio Gutiérrez Caba en sus papeles principales. 
Estrenada en el Festival de Cine de Berlín de 1966 la cinta cosechó buena recepción internacional haciendo de Saura uno de los directores más importantes del cine español y figura clave del denominado Nuevo Cine Español. Pese a no obtener buena valoración entre parte de la crítica española de su momento en la actualidad se la considera una película de culto y el punto de partida de una brillante etapa del realizador oscense.
La cinta obtuvo 2 nominaciones y un total de 7 galardones incluidos el de mejor director en el Festival de Cine de Berlín y el de mejor película extranjera para el National Board of Review de Estados Unidos.

## Argumento
José, Paco y Luis, tres hombres de mediana edad que combatieron en el bando franquista durante la guerra civil española, se reúnen en un pueblo de Castilla para cazar conejos. El lugar de la caza es un coto perteneciente a José, que ha organizado la cacería, y ese coto fue campo de batalla en el que los tres combatieron. José, ahogado por las deudas debido a un divorcio inminente, está viviendo más allá de sus posibilidades con una mujer más joven. Su principal motivación para haber organizado la cacería es solicitar un préstamo a Paco, astuto hombre de negocios, también desgraciado en el amor y a la busca de mujeres más jóvenes. José trae consigo a Luis: un individuo débil, triste y alcoholizado, aficionado a la ciencia ficción y que ahora es empleado de su fábrica. Por su parte, Paco invita a participar en la cacería a Enrique, un joven de su familia.
El guarda del coto (Juan) y su joven sobrina Carmen les ayudan en la caza proporcionando varios hurones que prevén utilizar para cazar a los conejos en sus madrigueras. Después de unos tragos, José pide a Paco el préstamo, que éste le niega. Y a medida que avanza la jornada aumentan las tensiones entre los miembros del grupo. Luis, en estado de embriaguez, practica el tiro con un maniquí, además de provocar un incendio que casi llega a descontrolarse. José abofetea a Luis, que no hace frente a la humillación. Cerca del final, Paco mata uno de los hurones proporcionados por el guarda para la caza. Aunque Paco afirma que fue accidentalmente, José cree que lo hizo con malicia. La caza gana en intensidad y el ritmo de los disparos se aviva. 
El odio latente y las frustraciones de los tres adultos alcanzan el clímax cuando Paco es alcanzado por un disparo de José y cae, herido de muerte, en un riachuelo. Luis, enfurecido, trata de matar a José atropellándolo con un Land Rover. José dispara a Luis, que logra sobrevivir el tiempo suficiente para disparar y matar a José antes de caer él mismo. Enrique, ileso, se queda solo en medio de la tragedia. La película termina con una imagen suya congelada mientras huye de la carnicería.

## Reparto
- Ismael Merlo - José
- Alfredo Mayo - Paco
- José María Prada - Luis
- Emilio Gutiérrez Caba - Enrique
- Fernando Sánchez Polack - Juan
- Violeta García - Carmen
- María Sánchez Aroca - Madre de Juan

## Producción
Tras buscar localizaciones para su película Llanto por un bandido Saura había observado unos parajes desérticos que le habían llamado la atención y decidió escribir una historia donde tuvieran importancia, y se le ocurrió una caza de conejos. Tras escribir el guion fue a varias productoras distintas, entre diez y doce, que no aceptaron el proyecto. Sí lo hizo Elías Querejeta, que puso la mitad del presupuesto; la otra mitad la puso el padre de Saura.
El rodaje se llevó a cabo durante cuatro semanas en el mes de agosto de 1964 en las localidades de Seseña, Esquivias y Aranjuez. Los actores y el equipo técnico manifestaron que tuvieron dificultades debido a las altas temperaturas. La película iba a llamarse La caza del conejo, título que fue prohibido por sus connotaciones sexuales.

## Recepción
Saura consiguió un Oso de Plata al mejor director por la película que fue muy valorada fuera de España. Muestra de ello es que la Nouvelle vague francesa, el Free cinema británico y los albores del cine independiente estadounidense compararon La Caza con las vanguardias del momento, que no se encontraban ante una censura franquista imprevisible, exigente y arbitraria. Además influyó en otros directores, como Sam Peckinpah, que declaró que La caza había cambiado realmente su vida.
Pero algunos críticos españoles contemporáneos calificaron la película como «muy mala». Aunque sí se valoró la actuación de Alfredo Mayo como la mejor de su carrera.
La película se estrenó el 9 de noviembre de 1966 en Barcelona, y recaudó en total 8 millones de pesetas (1 458 240 euros del 2020) (cuadruplicando su presupuesto inicial de 2 millones de pesetas, o 312 480 € de 2020) con las más de 340.000 entradas que se vendieron en su pase en cines. Ha sido editada en DVD en tres ocasiones, la última en el 2015, desde su estreno en 1966.

## Restauración en 4K
Durante la edición del 2023 del Festival de Cine de Venecia La caza fue proyectada en una copia restaurada en 4K. La copia fue una remasterización realizada por la plataforma FlixOlé, en colaboración con la distribuidora Mercury Films.

## Premios
Festival Internacional de Cine de Berlín
| Categoría                         | Candidatos   | Resultado |
| --------------------------------- | ------------ | --------- |
| Oso de plata a la mejor dirección | Carlos Saura | Ganador   |

Medallas del Círculo de Escritores Cinematográficos
| Categoría              | Candidatos            | Resultado |
| ---------------------- | --------------------- | --------- |
| Mejor película         | Mejor película        | Ganadora  |
| Mejor actor            | Alfredo Mayo          | Ganador   |
| Mejor fotografía       | Luis Cuadrado         | Ganador   |
| Premio Antonio Barbero | Emilio Gutiérrez Caba | Ganador   |

Premios San Jorge
| Categoría               | Candidatos              | Resultado |
| ----------------------- | ----------------------- | --------- |
| Mejor película española | Mejor película española | Ganadora  |